# Йоасаф Рудзинський
Рудзинський Яків (чернече ім'я Йоасаф; *1703, Стрий — †після 1756) — український релігійний діяч доби Гетьманщини. Архімандрит Курського Знаменського монастиря на Московщині. У церковній історії відомий гострим конфліктом з єпископом Бєлгородським і Обоянським Йоасафом Горленком — онуком Гетьмана Данила Апостола.

## Біографія
Походив з бойківського міщанського роду на Галичині. Закікчив повний курс навчання Києво-Могилянської академії. Значився студентом класу богослов'я у реєстрах за 1727-1731. Можливо, в той же час один рік слухав богослов'я у Львівському єзуїтському колегіумі: його підпис «Labor Jacobi Rudenski» («Праця Якова Руденського») стоїть на богословських трактатах, які читалися у Львівському єзуїтському колегіумі 1728/1729 навчального року.
1730 прийняв чернечий постриг у Києво-Печерській Лаврі, 1731 став ієродияконом, а згодом — ієромонахом.
Емігрує на Московщину. 7 січня 1739 згідно з ухвалою Синоду Рудзинський призначений до Санкт-Петербурзького сухопутного шляхетського кадетського корпусу, де викладав Закон Божий, латину і «чистописаніе». У серпні 1747 висвячений на архімандрита Курського Знаменського монастиря.
9 липня 1753 у зв'язку з конфліктом між ним і єпископом Бєлгородським і Обоянським Йоасафом Горленком архімандрит Рудзинський зміг повернутися на Гетьманщину, хоч і простим ченцем з забороною священнослужіння.
1756 Синод зняв з нього заборону священнослужіння і відновив у сані архімандрита.